# 카시나 부로나역
카시나 부로나 역(이탈리아어: Cascina Burrona)은 비모드로네 코무네의 카시나부로나 마을에 위치한 밀라노 지하철의 2호선의 역이다.

## 역사
카시나 부로나 역은 1968년 5월 5일에 문을 열었는데, 처음에는 밀라노-고르곤촐라 트램고속선의 정거장이었다. 당시에는 빌라 피오리타 역, 부세로 역, 빌라 폼페아 역과 함께 원래 계획에는 포함되지 않은 네 역 중 하나였다. 1972년 12월 4일부터 본역이 소재한 카시나 고바 - 고르곤촐라 구간이 밀라노 지하철 2호선과 연결되었고 현재까지 지하철 2호선의 일부로 운영하고 있다.

## 역 구조

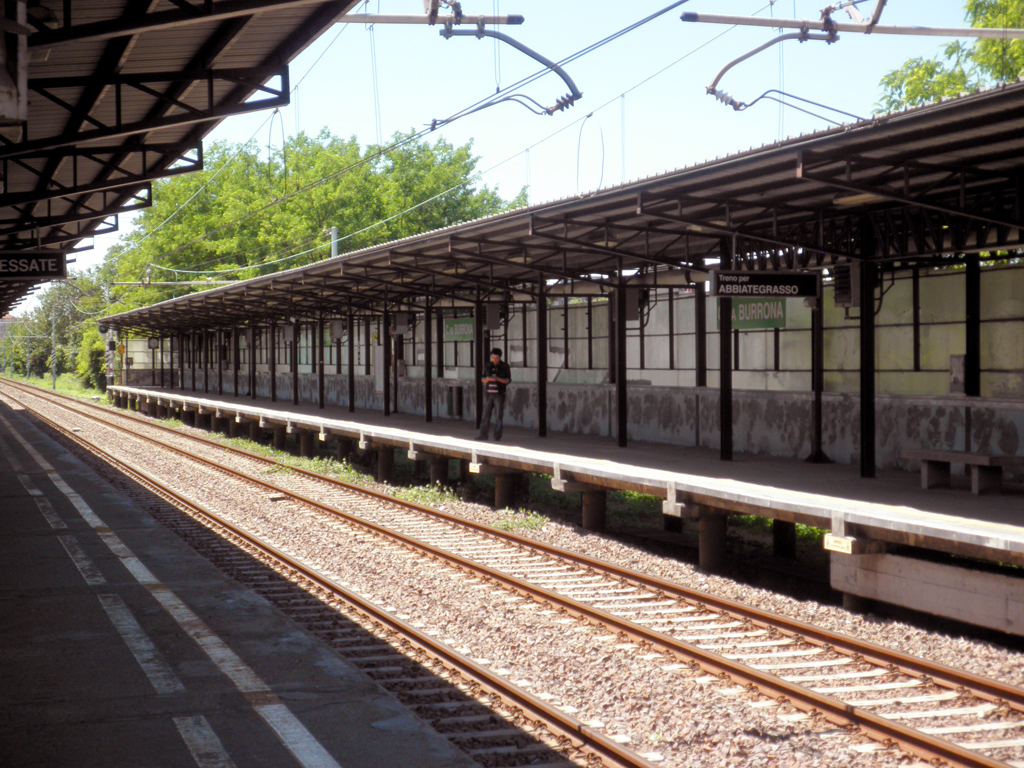
승강장의 모습

카시나 부로나 역은 반투명 판지붕이 있는 두 개의 콘크리트 승강장과 두 선로로 되어 있다. 여객건물은 승강장 남쪽 끝에 위치해 있다. 역 건물은 전부 조립자재로 지어졌으며, 같은 시기에 지어진 빌라 피오리타 역, 부세로 역, 빌라 폼페아 역과 구조가 유사하다.

## 시설
이 역에는 다음과 같은 시설이 있다.
- 승차권 자동판매기
- 역 감시카메라
- 화장실
- 안내방송
- 승강장 간 보행자 육교

## 환승
- 버스 정류장 (924번)
- 주차장

## 참고 서적
- Renzo Marini, Le ferrovie dell'Adda, in "Ingegneria Ferroviaria", Apr 1968, pp. 345–348.
- Elio Ceron, Sergio Farné, La progettazione e la costruzione delle Linee Celeri dell'Adda, in "Ingegneria Ferroviaria", novembre 1995, pp. 1001–1022.